# Matrúh
Guvernorát Matrúh (arabsky محافظة مطروح) je egyptský guvernorát. Leží v severozápadní části země na hranicích s Libyí. Jeho hlavním městem je Mersa Matrúh. Současným guvernérem je Magdy Mohamed Ali El-Gharably. Podle odhadů z ledna 2015 zde tehdy žilo asi 450 tisíc obyvatel, z toho 70,6 % ve městech.
Ve vnitrozemí se rozkládá část Západní pouště, v níž se nalézá oáza Síwa, jež byla ve starověku známá svou svatyní zasvěcenou Amonovi. V severozápadní části guvernorátu se nachází Kattarská proláklina, která klesá až 133 metrů pod úroveň mořské hladiny.
V oblasti se nalézá také mnoho míst spjatých s druhou světovou válkou. Krom El Alameinu to jsou tzv. Ďáblovy zahrady, pás minových polí od pobřeží až ke Katarské proláklině, jež dodnes nebyly vyčištěny.